# Guglielmo Letteri
Guglielmo Letteri (né le 11 février 1926 à Rome et mort le 2 janvier 2006 à Rome) est un dessinateur italien de bandes dessinées.

## Biographie
Après avoir vécu avec sa famille en Albanie, Guglielmo Letteri rentre à Rome en 1948 et poursuit des études d'ingénieur. En 1948, il part en Argentine et c'est à l'occasion de ce séjour qu'il entre dans le monde de la bande dessinée. Il s'installe quelque temps à Londres et travaille pour la Fleetway puis il revient en Italie et en 1964 il intègre les équipes des éditions Bonelli et devient l'un des dessinateurs récurrents de la série Tex Willer.